# NGC 3439
NGC 3439 est une galaxie spirale située dans la constellation du Lion. NGC 3439 a été découverte par l'astronome allemand Albert Marth en 1865.

## Caractéristiques

### Distance
Sa vitesse par rapport au fond diffus cosmologique est de 6 531 ± 25 km/s, ce qui correspond à une distance de Hubble de 96,3 ± 6,8 Mpc (∼314 millions d'al).

### Classification
On devine la présence de bras spiraux dans l'image du relevé SDSS et la présence dans ceux-ci de jeunes étoiles bleues. La classification de galaxie spirale par la base de données HyperLeda semble mieux correspondre à cette image que la classification de galaxie elliptique par Wolfgang Steinicke.

### Brillance de surface
En raison d'une brillance de surface égale à 11,60  mag/am2, on peut qualifier NGC 3439 de galaxie présentant une brillance de surface élevée.